# ライトペン

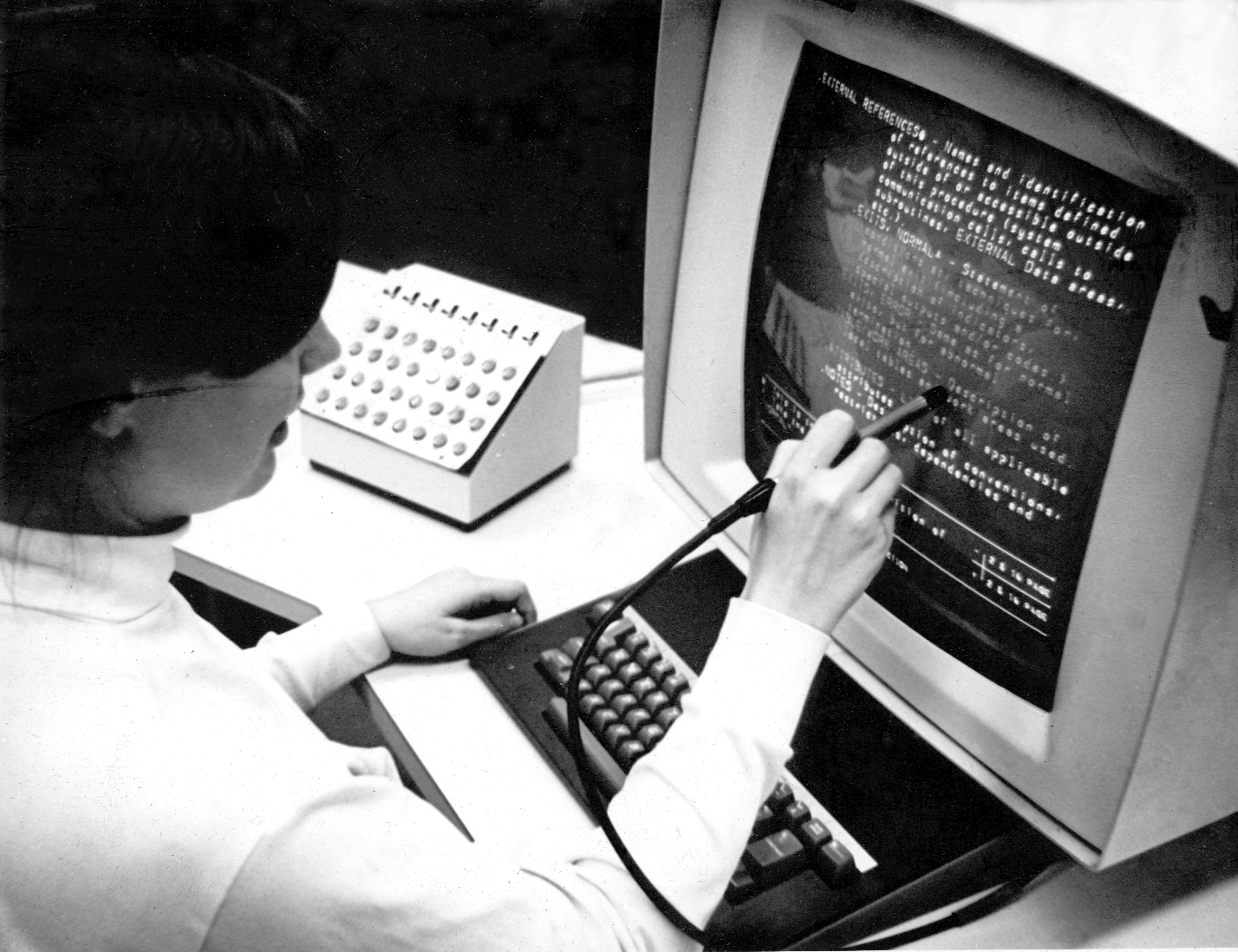
ハイパーテキスト編集システムの表示装置:en:IBM 2250のライトペン（1969年、ブラウン大学にて）

ライトペン (英: light pen) とは、ブラウン管と組み合わせて利用する、コンピュータに位置を指示する為の装置（ポインティングデバイス）である。

## 概要
ペンの形をした受光装置に光センサを内蔵しており、走査によって画像・映像を表示するブラウン管の画面に接触させその位置が光るタイミングを拾うことで画面上の位置を認識する。基本原理はライトガンと同じである。
光センサが人間の眼と比較して輝度の感度が非常に高く、人間の視覚では残像が起き点滅していないように見えていても、光センサはその点滅を感知することができるということを利用している。走査が行われているということは、たとえば一番高い位置の左端から右端へと光の点が移動してゆき右端に達したら次に2段目の左端から右端へとまた光の点が移動してゆくということなので、ペンに組み込まれた光センサが光量の変化を感知して信号として送るとコンピュータ側はその光量変化が起きたタイミングが分かり、それをもとにどの座標位置つまり画面上のどの位置にペンの先が押し当てられているか算出することができる。
原理上、ディスプレイで走査が行われていなければならず、基本的にブラウン管用のポインティングデバイスである。タッチパネルなどと異なりディスプレイの表面に透明なセンサの層を貼り付ける必要は無い。
走査のない液晶ディスプレイでは基本的に使えないため、タッチ操作は別方式で実現されている。

## 歴史
- 物体表面の光を検出する装置は1930年代に一応はあったが、ブラウン管表面の位置を検知する実用的なライトペンは1949年から1952年にかけてマサチューセッツ工科大学におけるWhirlwindプロジェクトでジェイ・フォレスターの指揮のもとに開発された[1]。そしてNORAD（米国とカナダ）の防空管制システムSAGEで使用された[2]。SAGEのものはペンというより銃のような形状をしている。
- 1956年に稼働開始した、Whirlwindをトランジスタ化したTX-0でも、ライトペンが使用された[3]。
- 1956年、ダグ・T・ロスがブラウン管モニターを指でなぞって図形を入力するプログラムを開発[4]。
- 1960年代、のちにコンピュータグラフィックスの父と呼ばれるアイバン・サザランドが、ライトペンを入力デバイスとした対話型図形処理システム「Sketchpad」を開発した。スケッチパッドはその後「CADAM」へ進化することとなる。

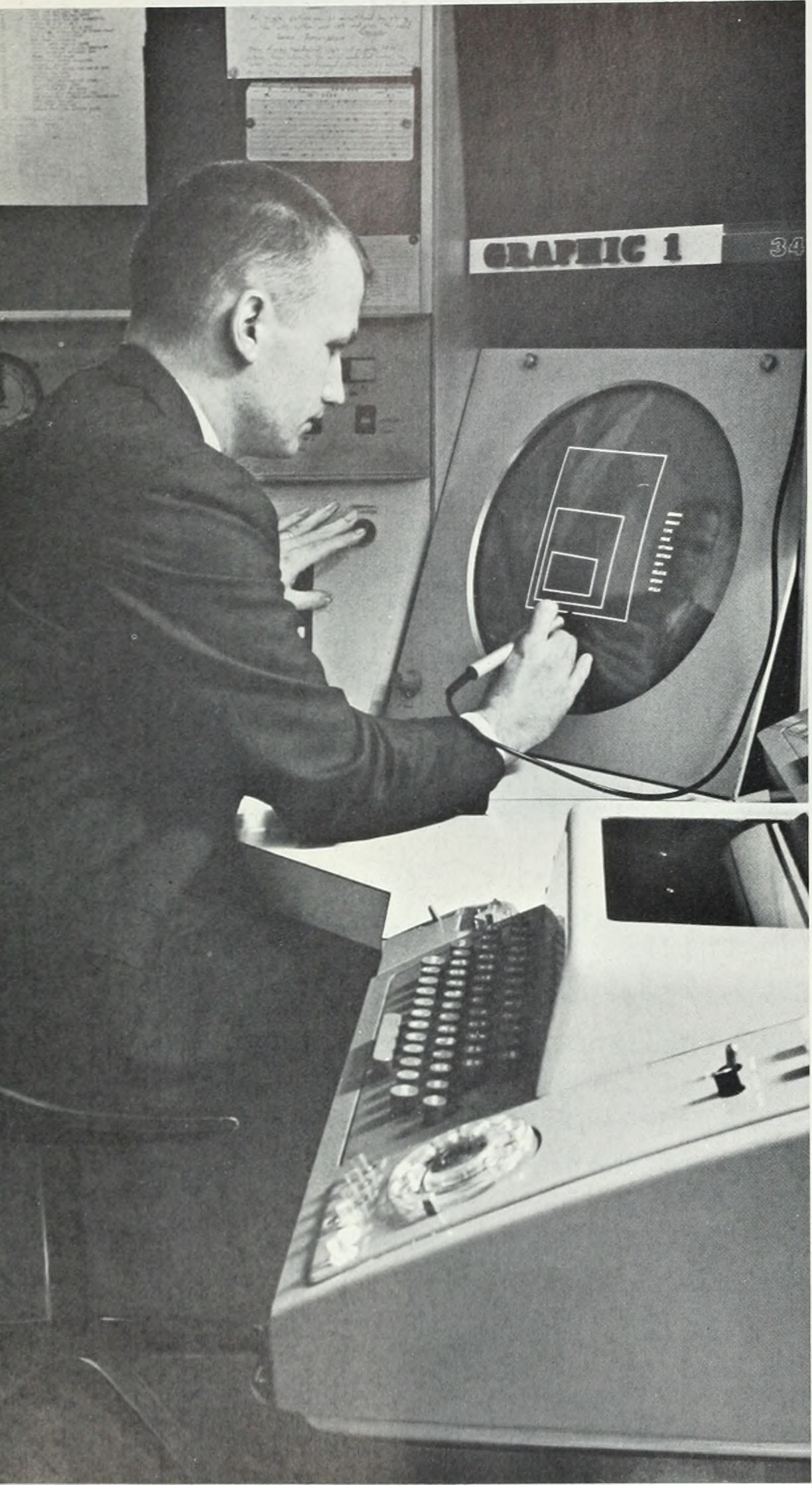
AT&Tの"Bell telephone magazine"の1967年1-2月号[5]に掲載された写真。
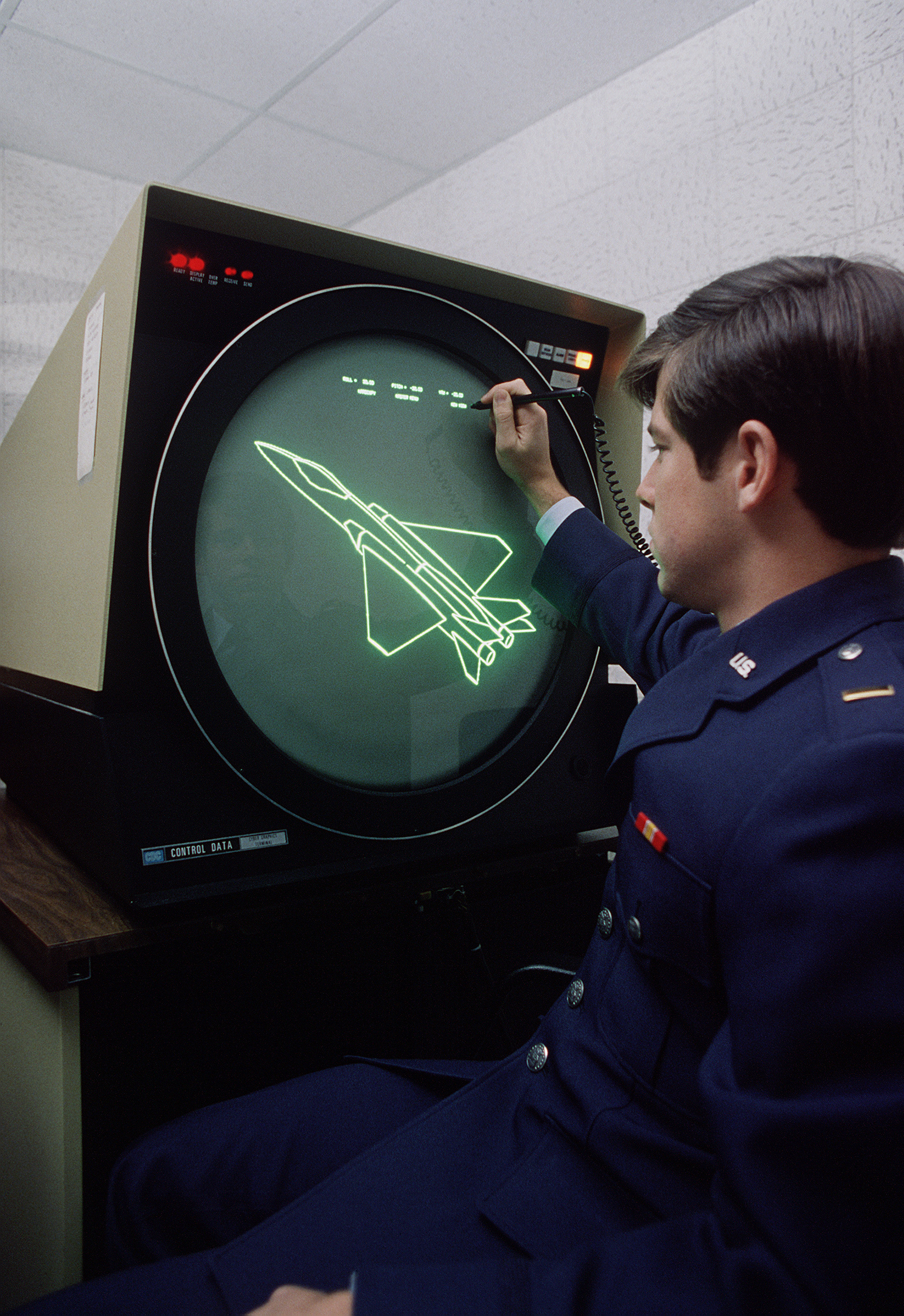
米国のAir Froce Avionics Laboratoryにおいて実験機の設計をするためにライトペンを使用しているところ（1987年）。

- 1980年ごろに当時の8ビットパーソナルコンピュータの周辺機器としても発売された。ピクセル単位など高精度で位置を検出するには少なくとも0.1マイクロ秒単位の非常に高精度の計時手段が必要である為、Atari 8ビット・コンピュータ、コモドールVIC-1001、コモドール64のようにビデオコントローラにライトペンの座標検出を行わせるか、座標計算を行うための専用の拡張カードを必要としていた。当時のパーソナルコンピュータにはグラフィカルユーザインターフェースも存在せず、画面の位置を指し示すという需要は小さく、また座標計算をコンピュータのCPUで行う場合は文字単位程度でしか位置を取得することができず（横軸方向に80桁程度)、高精度の位置検出のために専用の座標計算カードを併用する場合は高価なものとなっていたため、日本国内では一部の業務用途に利用されるにとどまり一般には普及しなかった。

- 直接的な操作であることから、ライトペンかペンタブレットが、コンピュータが将来一般に普及した際には使われることになるのではないかという予測が当時はあった（たとえばTRONキーボードの80年代のデザインではペンタブレットが組込まれていた）が、実際に広く使われるようになったのはライトペンやペンタブレットではなく、マウスのほうであり、ブラウン管も無くなっていった。

- 日本のテレビ番組においてはフリップボードの代わりにも使用された。例えば「クイズダービー」（復活版のみ）やフジテレビ系「平成教育委員会」（1991年 - ）などのクイズ番組で回答者が答えを記入する装置にも用いられたり、スポーツ中継・ニュース番組でも試合の流れや選手の動きなどを解説する際に使用された。

- 2000年代でも、軍事分野では現役である。早期警戒機E-2では、レーダー・コンソールにライトペンが使用されている。

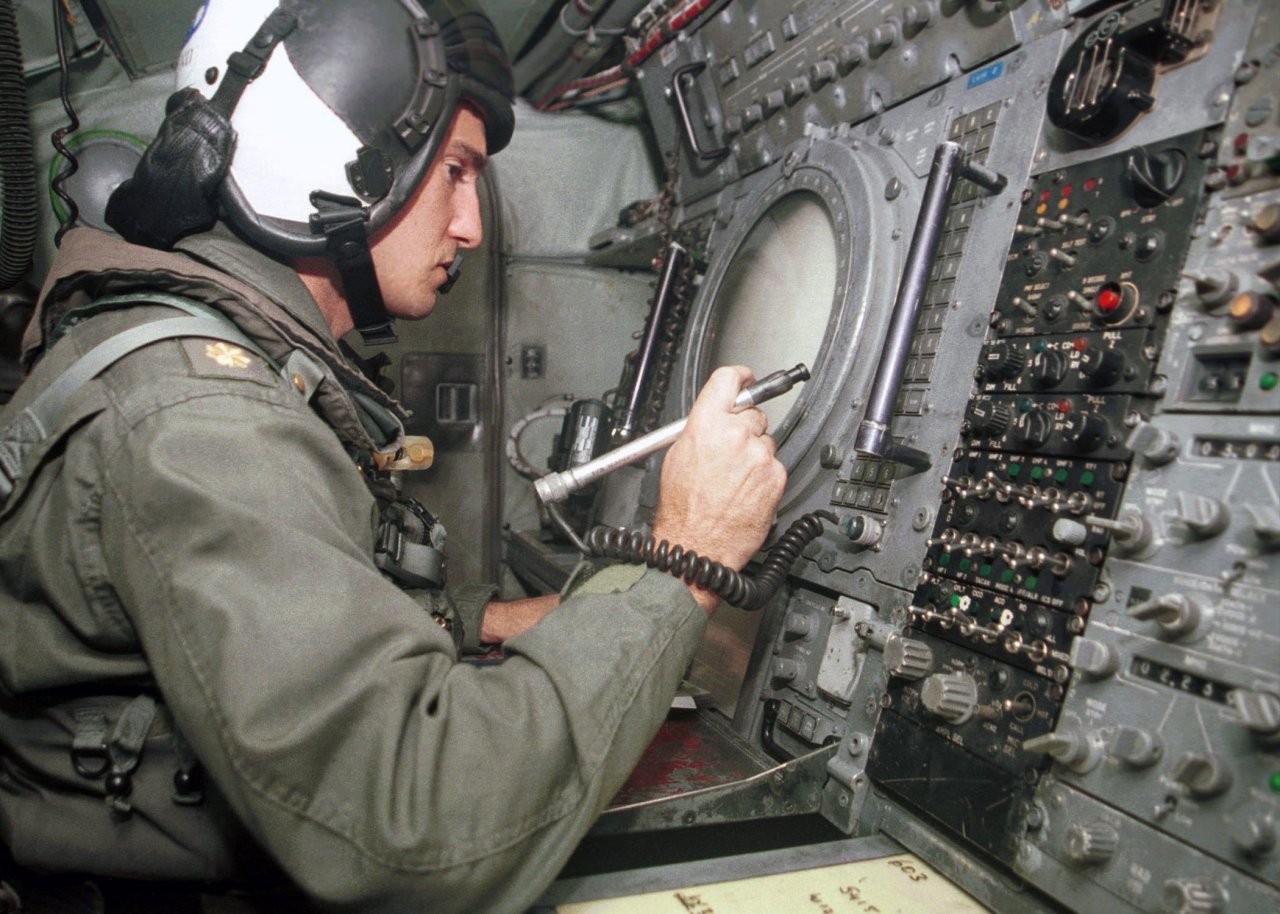
E-2C コンソール (2001年4月25日撮影)
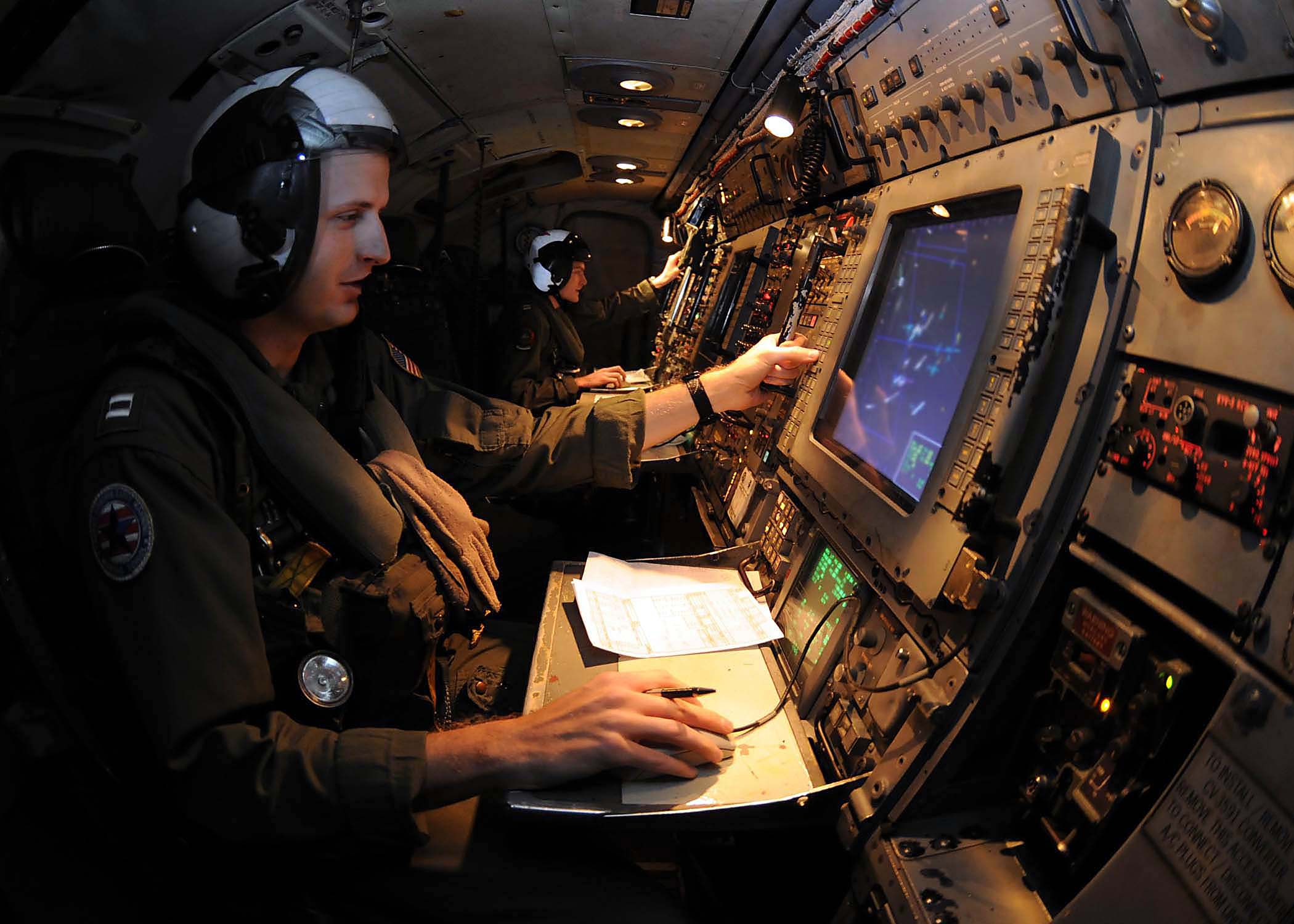
E-2C ホークアイ2000コンソール (2008年11月11日撮影)